# Semana Santa en Santa Coloma de Gramanet
La Semana Santa de Santa Coloma de Gramanet conmemora la Vida, Pasión y Resurrección de Nuestro Santísimo Padre Jesús, a través de Procesiones.

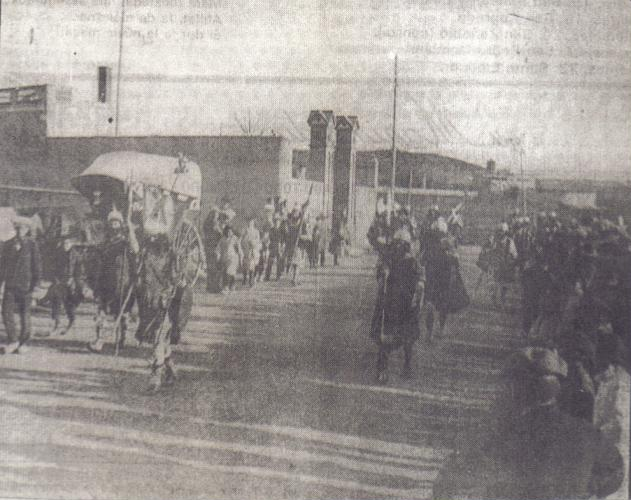
Fotografía centenaria de la Procesión de Viernes Santo, en la que se ven representados los Evangelistas y los Armados.

Antiguamente las Procesiones de Santa Coloma de Gramanet eran muy conocidas en toda la provincia de Barcelona, acudían miles de fieles a ver las procesiones, pero en 1958 dejaron de procesionar pasos por causa del Franquismo hasta que en 1993 un grupo de personas formaron la "Cofradía del Nuestro Padre el Santísimo Cristo de la Vera+Cruz, Virgen de la Piedad y María Santísima de los Dolores".

## Cofradía de la Stma. Vera Cruz
La Cofradía del Nuestro Padre el Santísimo Cristo de la Vera+Cruz y María Santísima de los Dolores, nació en el Seno de la Colonia Egabrense.
En 1994, se programa su primera salida a la calle en procesión, adaptando para ello las andas de la Virgen de la Sierra, de la Colonia Egabrense, para portar la Imagen del Santísimo Cristo.
La Iglesia ese año decide no aceptar la creación de la cofradía, no aprobando sus estatutos. Pero la ilusión de los cofrades por salir en penitencia con el Cristo de la Vera Cruz los lleva a salir como cofradía laica, realizando su salida desde un local, y consiguiendo que, tras treinta y cinco años sin Semana Santa en Santa Coloma de Gramanet, en las calles se pudiera ver a Nuestro Padre.
Tal aceptación tuvo la procesión que adelantaron la creación de la imagen de María Stma. de los Dolores para que al año siguiente saliera en procesión junto con el Cristo de la Vera Cruz.
La situación de la Cofradía en la Iglesia no era de agrado de los hermanos, lo cual llevó a un largo enfrentamiento dialéctico con el Obispado y la Iglesia colomense, con el fin de conseguir que fueran reconocidos los derechos de esta Cofradía, objetivo que se vio por fin cumplido a finales del mismo 1994, consiguiendo así aprobar sus reglas y estatutos canónicamente, de tal forma que desde su segunda salida a la calle en Procesión, el Cristo de la Vera Cruz , junto con su madre, la Virgen de los Dolores, salieron del lugar de donde debió salir desde el principio, la Iglesia Mayor de S.ª Coloma de Gramenet.
El Ayuntamiento de la ciudad, en la voz del exalcalde Bartolomé Muñoz, hizo público el deseo de que en Santa Coloma se procesionase ‘La Borriquita’, cediendo la organización de esta procesión a la Cofradía de la Vera Cruz, y costeando la Imagen del Cristo y la borriquita. Así, desde el año 2006 se procesiona la Imagen de Ntro. Padre. Jesús Nazareno en su triunfal entrada en Jerusalén, más conocido como ‘La Borriquita’.
Desde hace más de diez Años la Parroquia de San Juan Bautista del Fondo, organiza la Procesión del Encuentro el Domingo de Resurrección, una Procesión llena de Alegría.

## El cortejo procesional
Las procesiones de la Semana Santa se abren con la Cruz de Guía, que suele ir acompañada de una pareja de nazarenos con faroles. A partir de la cruz de guía da comienzo el cortejo de nazarenos que portan cirios o cruces como penitencia, los tramos de nazarenos van intercalados por el conjunto de insignias; las más habituales son el llamado Senatus, en memoria del ejército romano que custodiaba a Cristo; las banderas que acompañan a cada paso y que suelen tener colores pasionarios o marianos; el simpecado, en defensa del dogma de la inmaculada concepción; el libro de reglas y el estandarte. El cortejo de nazarenos suele finalizar con las bocinas que anunciaban el paso, la presidencia y tras la misma vienen los acólitos y los pasos.

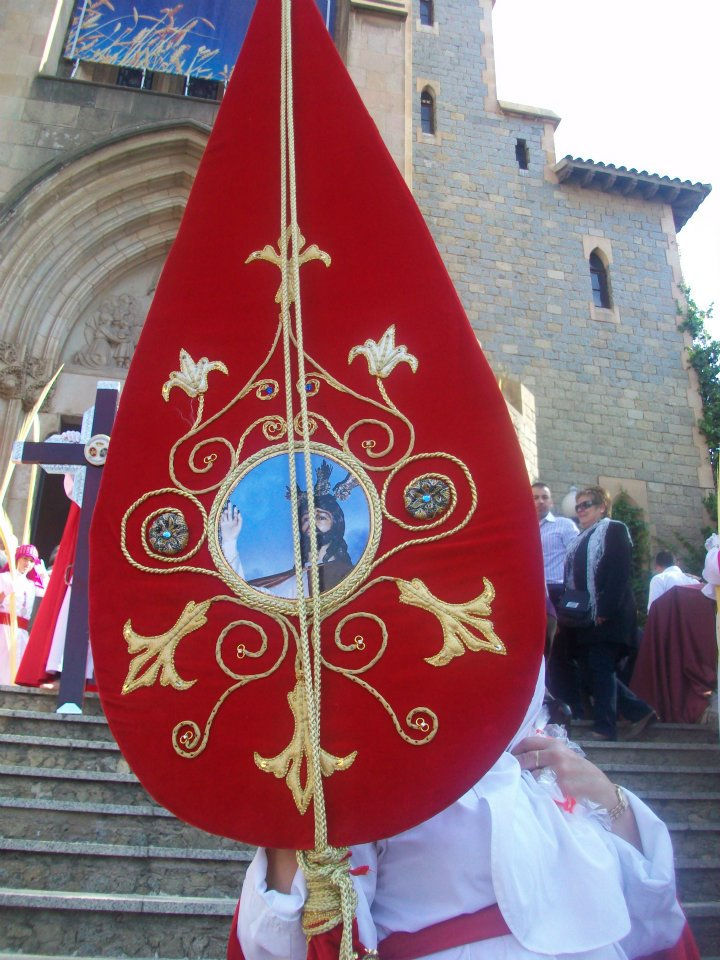
Estandarte del Nuestro Padre Jesús Nazareno en su Sagrada Entrada en Jerusalén.

### Los estandartes
Los estandartes son las insignias más características, formadas por una gran tela, generalmente de terciopelo y de un color representativo de la Hermandad, que se recoge en forma ovalada y decorativa sobre una barra de plata repujada y rematado siempre por una cruz o crucifijo pequeño. La tela tiene bordado el escudo de la hermandad.

### Los nazarenos
Los nazarenos son los hermanos que acompañan a los pasos durante el transcurso de la "Estación de Penitencia". La Hermandad tiene establecido en sus reglas fundacionales las características del vestuario de los nazarenos, en lo relativo a túnica, zapatos, insignias y complementos. El nazareno puede llevar cirio, vara, insignia, farol o una cruz sobre el hombro.

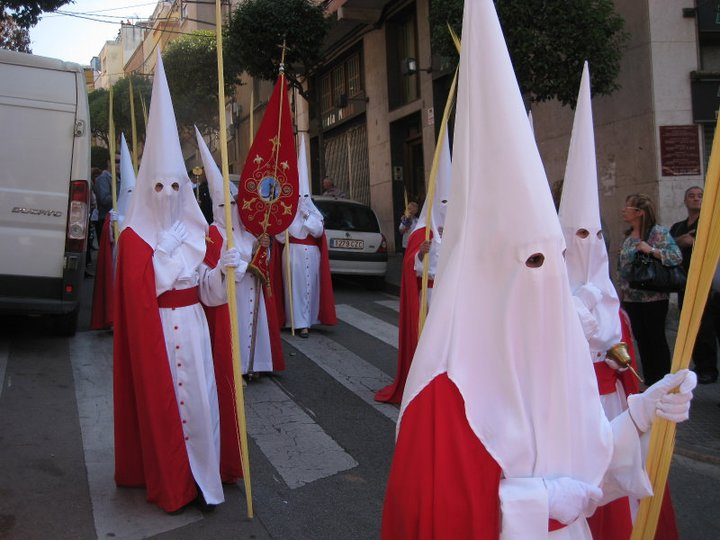
Nazarenos de Nuestro Padre Jesús en Su entrada Triunfal a Jerusalén Domingo de Ramos

### Los acólitos
Los acólitos son los varones que, vistiendo dalmática o sotana y sobrepelliz, van inmediatos a las imágenes alumbrándolas o incensándolas. También, esta labor de acompañar a los inciensarios suele ser llevada a cabo por niños y niñas.
Los acólitos en estación de penitencia se distribuyen en tres lugares: acompañando al paso de Cristo, abriendo el cortejo de la Virgen y acompañando a este último paso. Delante del paso del Cristo y la Virgen concurren cuatro o seis ciriales (acólitos ceroferarios), dos incensarios (acólitos turiferarios), un pertiguero, y varias navetas y canastillas. En el paso de Virgen se puede encontrar, un grupo de monaguillos infantes. Abriendo el cortejo del palio se puede encontarar en algunas cofradías, dos ciriales escoltando a la Cruz parroquial o manguilla.
Los acólitos turiferarios van incensando las andas de los Titulares. Su nombre proviene de la denominación latina de la planta de donde principalmente se obtiene el incienso u olíbano: boswellia thurifera. El incienso que se quema en la estación y cultos internos es, desde hace años, una mezcla de elaboración propia y única que se realiza en Cuaresma siguiendo una receta antigua.
La indumentaria varía dependiendo del papel de dichos acólitos. El pertiguero viste ropón largo y porta medallón. Los acólitos ceroferarios y turiferarios visten: alba con encajes (con amito y alzacuello correspondiente) y dalmática. Los monaguillos pequeños visten: sotana (con alzacuello) y sobrepelliz. Los acólitos ceroferarios que acompañan a la manguilla llevan dalmáticas.

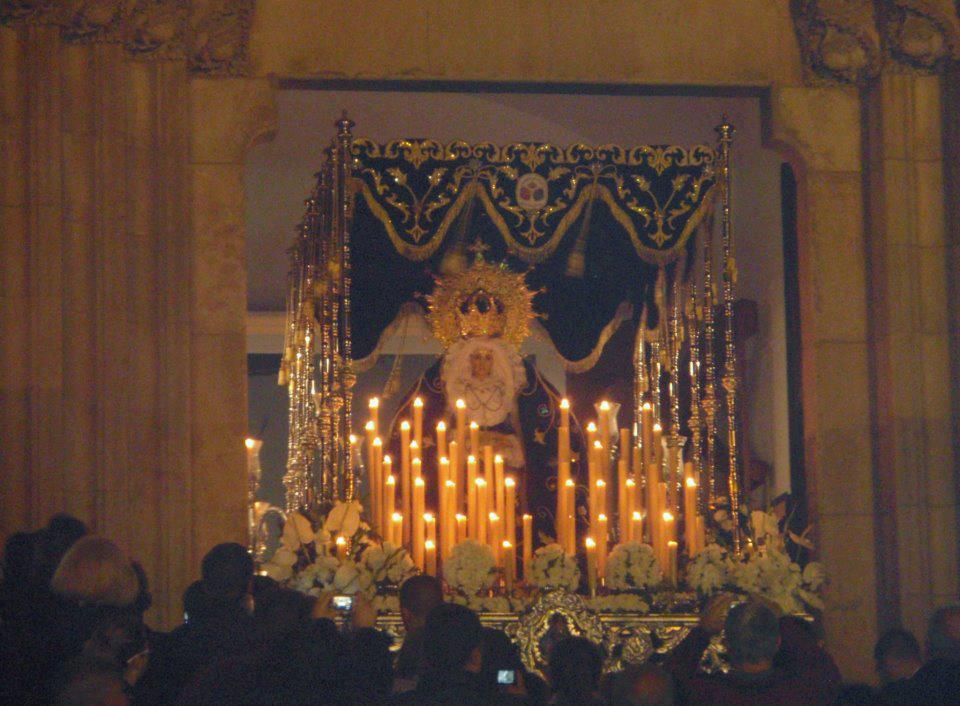
Salida de Nuestra Señora María Santísima de los Dolores en la noche-madrugada de Jueves Santo.

### Lospasos
Constituye el centro de toda la procesión, formado por un conjunto o grupo de imágenes que representan la Pasión. Lo más habitual es que el primero sea de Cristo; un Jesús crucificado o un "misterio" (representación de un episodio de la Pasión protagonizado por Cristo) En Santa Coloma Nuestro Padre de la Vera Cruz va acompañado, en el mismo paso, de Nuestra Señora de la Piedad. El segundo de los pasos suele llevar una representación de la Dolorosa bajo palio.
El paso consta de una parihuela cubierta con unos faldones de terciopelo. Sobre la parihuela se sitúa una peana construida en madera noble, denominada canastilla que suele estar tallada en estilo barroco, aunque se pueden encontrar también algunas en estilo neogótico, renacentista o romántico. Sobre la canastilla se encuentran las flores, la iluminación formada por candelabros, hachones o faroles y por último las imágenes.

### Loscostaleros
Los costaleros van por el interior del paso y cargan el peso sobre sus hombros, protegen esta zona con una tela llamada costal.

### Chicotá
Se denomina chicotá al trayecto que recorre un paso desde que se levanta (levantá), hasta que detiene la marcha (arriá).

### El capataz
El capataz es la persona responsable de conducir un paso en Procesión, jefe de la cuadrilla de costaleros a los que manda y ordena con su voz, su vista, su tacto y arte. Se le puede ver siempre en la parte delantera del paso, al cuidado del llamador con el que hace ejecutar sus órdenes.

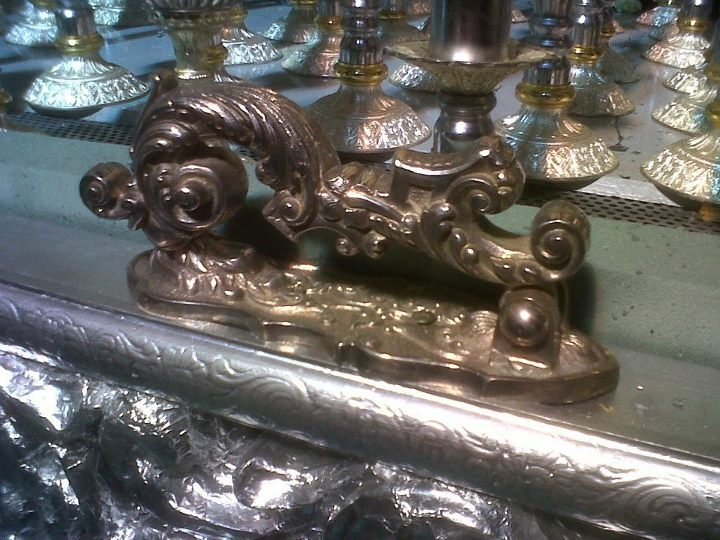
Llamador del Paso de Palio de María Santísima de los Dolores, antes de adornar el paso con claveles blancos.

### Elllamador
Elemento ubicado en la parte frontal del paso, es un aldabón de metal, de oro o plata, hecho de forma artística. Es el instrumento que utiliza el capataz para ejecutar las órdenes que previamente ha dado a los costaleros.

## Vocabulario cofrade

### Elcofrade
En puridad el cofrade, en femenino admitido cofrada, es el miembro de una cofradía. Sin embargo desde hace unos años se utiliza el término para referirse al gran aficionado de la Semana Santa, amante del mundo de las cofradías y conocedor de cada uno de los detalles más minúsculos de todo lo que concierne a cada ceremonia, desde el tallador de la imagen del Cristo o la Virgen hasta cada liturgia, sin necesidad de hacer uso de programa de la Semana Santa. También existe para denominarlo el término "capillita", que según cómo se use tiene un cierto matiz despectivo.

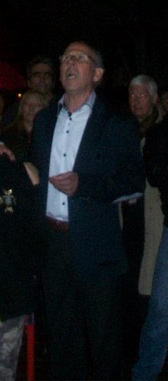
Saeta el Jueves Santo a pie de calle.

### Lamantilla
La mantilla es el traje que visten las mujeres el Jueves Santo para acudir a los Santos Oficios. Es un traje de luto por la muerte de Cristo.
Las ropas que forman la mantilla no solamente consiste en la mantilla en sí, que siempre es de encaje de blonda o chantillí, sino que lleva peineta de carey (concha) u otro material de imitación que se cubre con dicha mantilla. A esto se añaden los complementos que la sujetan, peinecillos, horquillas, broches etc. y la mantienen derecha. El vestido complementario es de color negro (siempre de un largo por debajo de la rodilla), al igual que las medias, los zapatos y los guantes. Ha caído en desuso el adornar la peineta con claveles rojos y el uso de guantes blancos.
Las joyas y complementos que se lucen junto con la mantilla suelen ser de plata vieja y están formados por pendientes, gargantilla y rosario. También son tradicionales las engastadas con coral. Las mantillas pueden ir en grupos de señoritas o bien con su pareja masculina; en este caso el acompañante suele llevar traje oscuro, zapatos negros y corbata de color discreto, preferentemente negra.
En Santa Coloma de Gramanet en algunas ocasiones se ven niñas vestidas de mantilla, participando en las procesiones. En ningún caso, excepto el Domingo de Resurrección, se verán mantillas blancas.

### Lasaeta
La saeta es un canto religioso, generalmente improvisado y sin acompañamiento, realizado durante las procesiones de Semana Santa. Se trata de una melodía de ejecución libre, llena de lirismo y de influencia árabe. Exigen conocer el estilo del cante jondo propio de la tradición musical del flamenco.
Suele realizarse desde cualquier rincón por donde esté pasando la cofradía, en el momento más imprevisto, pero cuando más se cantan es en el tramo final al llegar a las cercanías de su templo, desde los balcones, los ventanales cercanos a la misma o a pie de suelo.

## Sábado de Pasión
- Pregón de Semana Santa en la Iglesia Mayor a las 21.00 de la Noche.

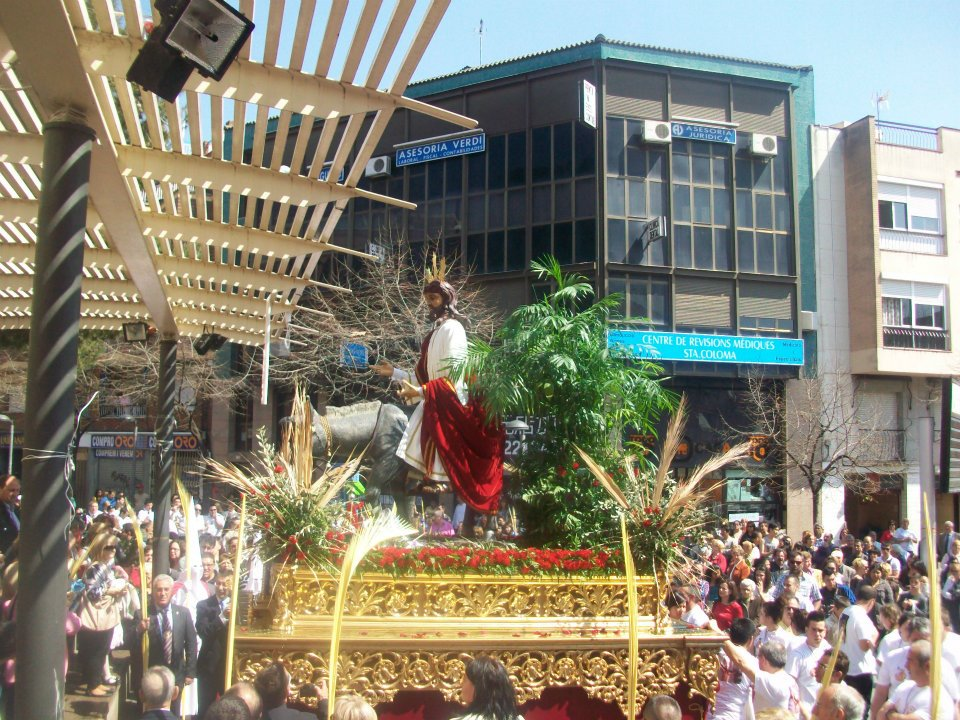
Segunda bendición de Palmas y Palmones durante el recorrido de la Procesión, en este caso en la Plaza del Reloj.

## Domingo de Ramos
Sale a la Calle la Procesión de Nuestro Padre Jesús en su Entrada Triunfal en Jerusalén a las 11:30, seguida de la bendición de Palmas y Palmones en la puerta de la Iglesia Mayor. La Procesión continua hasta la Plaza del Reloj (Barriada del Fondo) donde otra vez se bendicen Palmas y Palmones, pero esta vez por el Párroco de la Parroquia de San Juan Bautista. La Procesión se encierra sobre las 14:30 o 15:00

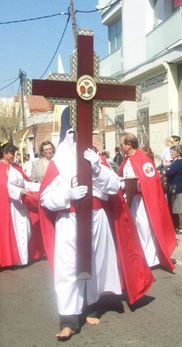
Cruz de Guía, se puede observar como el nazareno que la lleva va descalzo.

### Cortejo de Nuestro Padre Jesús en la Borriquilla
- Junta de la Cofradía de la Vera Cruz y Representantes del Ayuntamiento de Santa Coloma y Alcalde/sa, Representantes de Cofradías de Santa Coloma y de la Provincia de Barcelona.

- Cruz de Guía

- Hebreos

- Nazarenos: la procesión va acompañada de nazarenos vestidos con túnica blanca, botones rojos, cinturón rojo, antifaz blanco, capa roja y Palmón

- Paso de Nuestro Padre Jesús en su Entrada Triunfal a Jerusalén

- Agrupación Musical

## Jueves Santo
- 20:00: Misa de la Santa Cena (Iglesia Mayor Santa Coloma Mártir)

- 20:00: Misa de la Cena del Señor (Parroquia San Juan Bauitista)

- 21:00: Pasacalles desde la Casa-Hermandad a la Iglesia Mayor

- 21:15: Plegaria para los Penitentes en la Iglesia Mayor

- Salida de la Cruz de Guía a las 22.00 de la Iglesia Mayor de Santa Coloma Mártir. Procesión del Santísimo Cristo de la Vera Cruz, María Santísima de la Piedad y María Santísima de los Dolores.

### Cortejo del Stm. Cristo de la Vera Cruz y N.ª S.ª de la Piedad
- Junta de la Cofradía de la Vera Cruz y representantes del Ayuntamiento de Santa Coloma y alcalde/sa, representantes de cofradías de Santa Coloma y de la provincia de Barcelona;
- Cruz de Guía
- nazarenos del Cristo: la procesión va acompañada de nazarenos túnica y guantes negros y antifaz, botones y fajín rojo.
- armados;
- mantillas: acompañan a la procesión vestidas de negro con: una Peineta, tacones negros, vestido por debajo de las rodillas, mantilla larga (más larga que el vestido), medias negras, broche, medallón de la Cofradía y vela;
- paso de Nuestro Padre el Santísimo Cristo de la Vera Cruz;

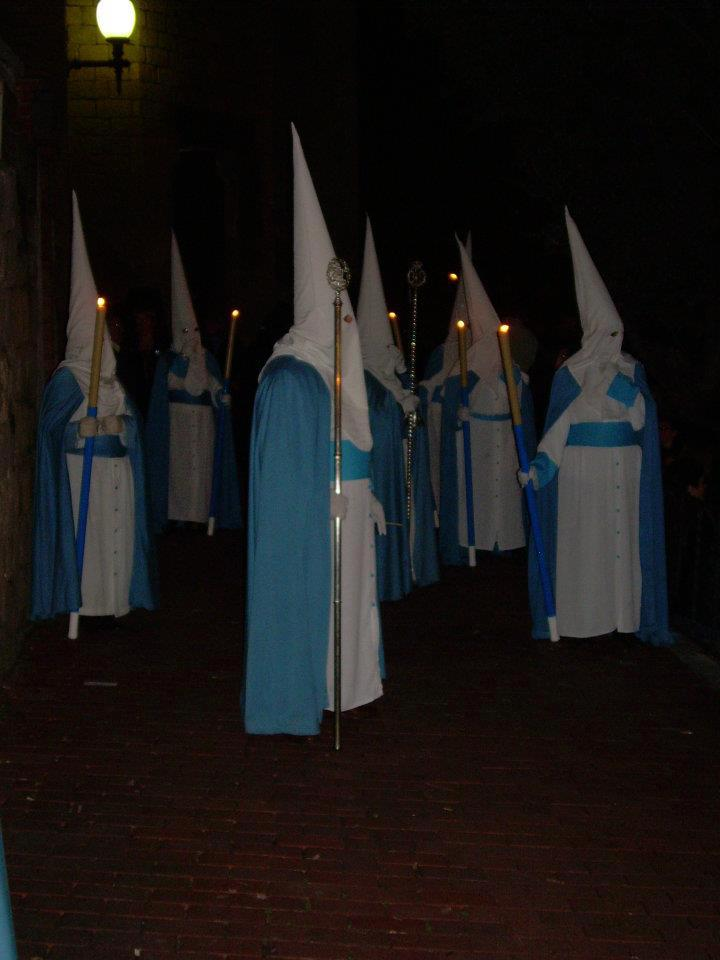
Nazarenos de Nuestra Señora de los Dolores en la Noche-Madrugada del Jueves Santo.

- agrupación musical.

### Cortejo de Nuestra Señora de los Dolores
- Mantillas: acompañan a la Procesión vestidas de negro con: una Peineta, tacones negros, vestido por debajo de las rodillas, mantilla larga (más larga que el vestido), medias negras, broche, medallón de la Cofradía y vela.

- Nazarenos de Nuestra Señora: la Procesión va acompañada de nazarenos vestidos con túnica, guantes y antifaz blancos, y capa, fajín y botones azul celeste.

- Paso de Palio de Nuestra Señora María Santísima de los Dolores

- Banda de Música

## Viernes Santo
- 07:00: Oficio de Tinieblas (Parroquia San Juan Bautista)

- 08:00: Vía+Crucis por la Barriada del Fondo (Parroquia San Juan Bautista)

- 11:00: Reflexión y Vía+Crucis (Iglesia Mayor Santa Coloma Mártir)

- 17:00: Acción Litúrgica de la Pasión (Parroquia San Juan Bautista)

## Sábado Santo
- 20:00: Vigilia Pascual (Parroquia San Juan Bautista)

- 20:30: Vigilia Pascual (Iglesia Mayor Santa Coloma Mártir)

## Domingo de Resurrección

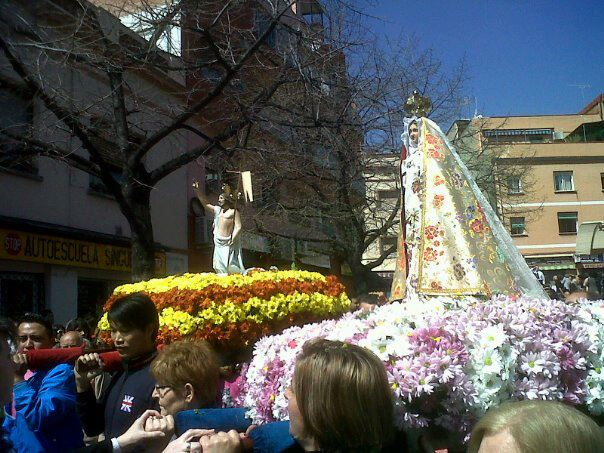
Domingo de Resurrección

La Procesión del Encuentro suele salir a las 11:00 de su Parroquia ( San Juan Bautista ) en la Barriada del Fondo a la Salida de Nuestra Señora de la Alegría, se tiran flores y pedacitos de papel de colores. La salida es acompañada por las notas del Himno Nacional de España.
Nuestra Señora sale vestida de luto y sube por la calle Massanet hasta la Ramla del Fondo, baja por Beethoven y gira Mosén Jacinto Verdaguer hasta la Plaza del Reloj, Nuestro Señor baja la calle Massanet, Jacinto Verdaguer hasta la Plaza del Reloj donde después de que Nuestra Señora haga reverencias al Cristo se Encontrarán y la Virgen perderá el Luto, se soltarán palomas y la Banda entonará el Himno de España.
El Encuentro del Santísimo Cristo Resucitado y su Santísima Madre es en la Plaza del Reloj de la misma Barriada a las 12:00.
Es un Encuentro lleno de Alegría, justo en el momento que se encuentras las pequeñas imágenes, peta una gran traca, y se tiran cohetes al aire. La multitud chilla- ¡GUAPA, GUAPA, GUAPA, GUAPA Y GUAPA Y BONITA, Y BONITA, BONITA, BONITA Y BONITA! a Nuestra Señora María Santísima de la Alegría.

### Cortejo de la Procesión del Encuentro
- Miembros de la Iglesia San Juan Bautista.

- Niños que harán la Primera Comunión.

- Guirnalda.

- Imagen de Nuestra Señora de la Alegría.

### Curiosidades
- Nuestra Señora no es una 'Dolorosa' es decir no lleva lágrimas.
- Cualquier persona puede llevar el paso ya sea de Nuestra Señora o como de Cristo Rey.
- Esta Procesión es la que oficialmente clausura la Semana Santa en Santa Coloma.

- Datos: Q6124590